# Seigneurie de Mitis
La seigneurie de Mitis est un territoire forestier et faunique situé dans la municipalité régionale de comté de La Mitis dans l'est du Québec.  Elle a été une seigneurie de la Nouvelle-France.

## Histoire
La seigneurie de Mitis a d'abord été concédée à Jean-Baptiste de Peiras par le gouverneur de la Nouvelle-France, Louis de Buade de Frontenac, le 6 mai 1675.
L'Écossais Mathew MacNider a acquis la seigneurie en 1802 et son frère, John MacNider, l'a achetée en 1807. En fait, la famille MacNider furent propriétaire de la seigneurie de Mitis pendant près de 50 ans.

## Territoire
Lors de sa concession en 1675, le territoire de la seigneurie est de deux lieues de front sur le fleuve Saint-Laurent par deux lieues de profondeur. Le territoire de la seigneurie est entièrement compris à l'intérieur des limites de la municipalité régionale de comté de La Mitis au Bas-Saint-Laurent.
L'Acte royal confirmant la concession en 1677 comporte une erreur, la description du territoire de la seigneurie de Mitis correspond à la seigneurie de Rimouski,. Les rédacteurs de l'Acte royal ont confondu la rivière Mitis, alors orthographiée « métisse », avec la rivière Rimouski et ont décrit le territoire de la seigneurie de Mitis en utilisant des repères géographiques de la seigneurie de Rimouski, en particulier l'île Saint-Barnabé et les îlets qui l'entourent. Cette erreur fut détectée en 1773 lors du chaînage servant à délimiter la frontière entre la seigneurie du Bic et celle de Rimouski. L'arpenteur a alors noté que l'erreur s'est probablement produite parce que la rivière Rimouski était auparavant connue sous le nom de « rivière métisse ». Quoi qu'il en soit, cette erreur n'a jamais posé de problème au niveau de l'occupation du territoire, les propriétaires de la seigneurie de Métis ayant développé la seigneurie sur le territoire correspondant à l'esprit de sa concession.